# جون أرندت
جون أرندت (بالنرويجية البوكمول: Johan Arndt)‏ هو سياسي نرويجي، ولد في 9 مايو 1876، وتوفي في 1933. حزبياً، نشط في حزب المحافظين. وقد انتخب عضو برلمان النرويج ‏ وانتخب نائب عضو برلمان النرويج ‏.